# Godefroy Cavaignac
Jacques Marie Eugène Godefroy Cavaignac, född 21 maj 1854 och död 25 september 1905, var en fransk politiker. Han var son till Louis Eugène Cavaignac.
Cavaignac deltog i 1870-71 års krig, blev deputerad 1882, och var understatssekreterare för krigsdepartementet i Henri Brissons regering 1885-86. Han blev därefter marin- och kolonialminister Léon Bourgeois ministär 1895-96, och var krigsminister i Brissons ministär juli-oktober 1898. Cavignac uttalade sin övertygelse om Alfred Dreyfus skuld, och var en av ledarna för den nationalistiska gruppen i kammaren. Han var även en av de mest aktiva medlemmarna i Ligue de la patrie française.
Cavaignac utgav L'état et les tarifs de chemins de fer (1882) och La formation de la Prusse contemporaine (2 band, 1891-98).